# تكومة أمريكا

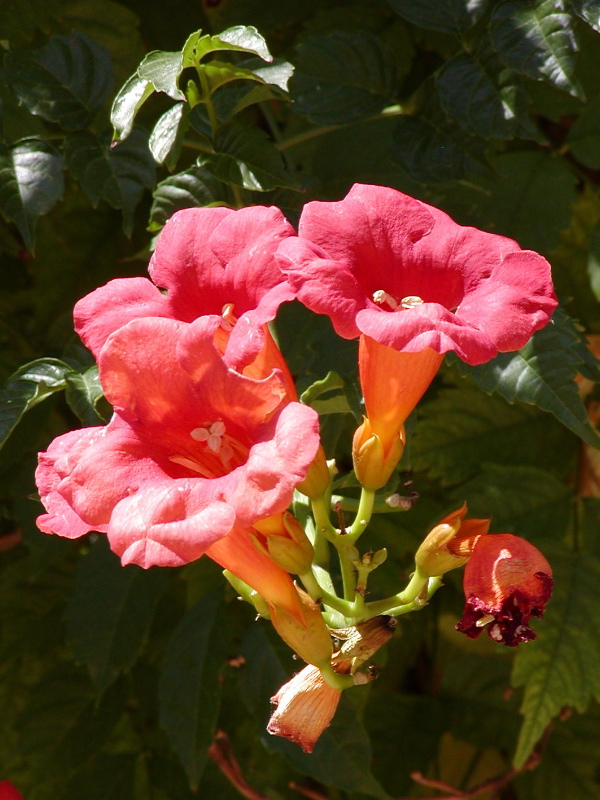

تكومة أمريكا أو تكوما راديكانس (الاسم العلمي: Campsis radicans)، هو نبات ينتمي إلى (فصيلة: Bignoniaceae).